# Casa Baratheon

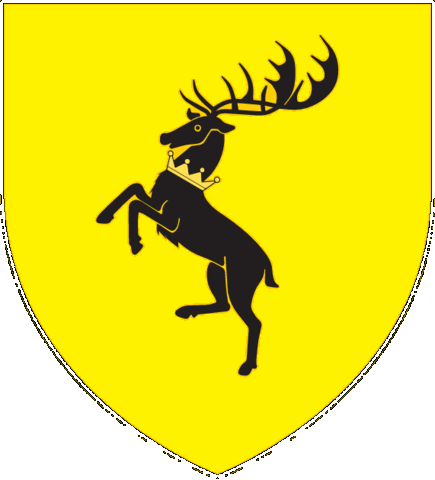
"Nostra és la furia"

La casa Baratheon, és una de les famílies que apareix dins la sèrie de televisió i novel·lística, Joc de Trons. És una de les cases nobles més joves de la saga. Els seus assentaments principals són Desembarcament del Rei (King's Landing), Dragonstone i Terra de Tempestes (Stormlands).
El seu emblema és un cérvol coronat sobre un fons d'or.
El seu emblema és "nostra és la fúria" (ours is the fury), fent referència al seu gran poder i exercit.
Aquesta família la podem dividir principalment en dos sectors diferents. El primer d'ells, és la família Baratheon de Desembarcament del Rei i la segona és la família Baratheon de Dragonstone.

## Història
L'origen de la casa Baratheon el trobem a la Guerra de la Conquesta, quan Aegon el Conqueridor va arribar des de Dragonstone per apoderar-se de tot Ponent.
Aegon, va cedir Terra de Tempestes a Orys Baratheon, com a mostra d'agraïment, ja que suposadament havia assassinat l'últim Rei Tempesta, Argilac l'Arrogant. Encara que es diu que Orys en realitat era un germà bastard d'Aegon I i que per això la família Baratheon tenia un paper important dins del regne. Tot i així els Baratheon van guanyar un lloc de molta rellevància dins les corts Targaryen com a hàbils consellers i bons comandants.
El suport dels Baratheon als Targaryen va ser inicialment notable. Sir Raymont va arribar a ser membre de la Guàrdia Reial, salvant la vida del rei Aenys I Targaryen durant la Rebel·lió de la Fe Militant.
Durant la rebel·lió de Daemon Blackfyre, els Baratheon es van seguir mantenint lleials a la Dinastia Targaryen, acompanyant moltes de les forces liderades pel príncep Baelor Targaryen en la decisiva Batalla del Prat Herbaroja. La princesa Rhaelle Targaryen, filla d'Aegon V, es va casar amb un Baratheon i va ser la mare de Lord Steffon Baratheon.
Però aquest suport donat a la Casa Targaryen per part de la Casa Baratheon va canviar quan el príncep Rhaegar Targaryen, hereu del Tron de Ferro, va segrestar Lyanna Stark, la promesa de Robert Baratheon, Senyor de Stormlands en aquells temps. Robert va liderar una rebel·lió contra els Targaryen coneguda com la Guerra de l'Usurpador, amb l'ajuda de les Cases Arryn, Stark i Tully. Després d'un any de guerra, van matar el príncep Rhaegar durant la Batalla del Trident, llavors es van dirigir a Desembarcament del Rei, que ja havia sigut presa per Lord Tywin Lannister. En arribar, Robert es va proclamar Senyor dels Set Regnes i es va instal·lar a la capital. Va nomenar al seu germà Stannis com a Senyor de Dragonstone (l'illa ancestral dels Targaryen) i al seu germà Renly com a Senyor de Terra de Tempestes. També va nomenar Lord Stark com a ma del rei i per enfortir el vincle amb la Casa Lannister, el rei Robert es va casar amb Cersei Lannister, filla de Tywin. Poc després Renly va es va fer major d'edat, Robert el va incloure en el seu Consell Privat i li va donar el títol de Conseller.

## Assentaments principals
- Terra de Tempestes (Stormlands): És la primera i principal llar de la família Baratheon, fundada pel rei Durran. Va ser construïda per aguantar les tempestes que els deus van enviar a el rei Durran per haver-se casat amb la filla del deu del mar. Va ser la principal i única casa dels Baratheon fins a la seva presa de l'imperi.
- Dragonstone: És l'illa ancestral dels Targaryen i on s'instal·la Stannis Baratheon després de la conquesta dels set reines dirigida pel seu germà. Allà és on es funda la família Baratheon de Dragonstone.
- Desembarcament del Rei: és la capital dels Set Regnes i on està el Tron de Ferro, la trobem a Ponent, a la badia d'Aiguesnegres. Va ser construïda per Aegon l'any 1 i, després de la conquesta de Robert, es transforma en la principal casa dels Baratheon de Desembarcament del Rei.

## Personatges principals
- Stannis Baratheon: va néixer el 264 AC, sent el segon fill de Lord Steffon Baratheon i Lady Cassana Estermont, això el fa germà del rei Robert Baratheon. Els seus pares van morir quan ell tenia tretze anys. Va perdre la seva fe en els Set aquest mateix dia. Destaca per la seva consistència i el seu valor al camp de batalla.
- Robert Baratheon: En 262 AC, Robert va néixer a Terra de Tempestes com el fill gran de Lord Steffon Baratheon i Lady Cassana Estermont. Quan els seus pares van morir en un naufragi davant les costes de la fortalesa, Robert es va convertir en Senyor de Terra de Tempestes. Va ser criat per Jon Arryn a Niu d'Àguiles com el seu pupil. Mentre era a la Vall d'Arryn va conèixer a Eddard Stark, un altre pupil d'Arryn, i ràpidament es van convertir en amics. Posteriorment, es va convertir en el promès de la germana menor d'Eddard, Lyanna Stark, a qui va arribar a estimar profundament, encara que sempre a la distància.
-Renly Baratheon: Renly va néixer al voltant de l'any 277 AC, sent tercer fill de Lord Steffon Baratheon i Lady Cassana Estermont. Durant la Rebel·lió de Robert, Renly era un nen, sent mantingut fora de perill per a assegurar-se que no fos pres com a ostatge. Però més tard es va convertir en senyor de Terra de Tempestes.